# Capitólio Estadual de Illinois
O Capitólio Estadual de Illinois (em inglês: Illinois State Capitol) é a sede do governo do estado de Illinois. Localizado na capital, Springfield, o edifício foi construído em 1868. O Capitólio foi incluído no Registro Nacional de Lugares Históricos, em 21 de novembro de 1985.